# Gir de Galerna
Gir de galerna és el nom donat a un conjunt de batalles que van tenir lloc a la regió de La Vendée, durant la revolució francesa. S'anomenen així perquè l'exèrcit republicà prenent direcció nord-oest, com el vent de galerna, va fer recular els insurgents tradicionalistes. Les lluites van afectar els territoris de Maine, Bretanya, Normandia i Anjou.
Aquesta expedició d'insurgents (monàrquics i catòlics) començà amb una batalla a Cholet el 17 d'octubre del 1793, on foren derrotats, després anaren a Granville amb l'esperança de rebre reforços per mar, cosa que no passà, tot seguit prengueren Varades, Laval (dia 26), Château-Gontier i arribaren a Entrammes, on tornaren a ser derrotats; a partir d'aquí reberen reforços de chouans i de girondins que fugien de les persecucions dels muntanyesos, prengueren Fougères (2 de novembre) però fracassaren en el setge de Granville (14 de novembre), a Avranches i Antrain quedaren molt minvats; malgrat tot tingueren una victòria a Dol gràcies a la sang freda dels seus comandants, encara que acabaren definitivament desfets a Le Mans (23 de desembre). Van tenir en contra la presència de malalties, l'arribada de l'hivern i al final també els vilatans, que volien la pau a qualsevol preu. A diferència dels republicans, aquesta expedició guerrillera, quan capturava els del bàndol contrari, els deixava anar sota promesa de no tornar a les armes, els republicans, però, massacraren tots els que en capturaren.

## Derrota dels insurgents a Cholet
A finals d'octubre del 1793, després d'una campanya planificada pel general Kléber, les forces republicanes de l'exèrcit de l'oest i l'exèrcit de Magúncia s'aplegaren per coordinar l'aturada dels insurgents a la Vendée. Encerclat, l'exèrcit dels catòlics i monàrquics d'Anjou i de l'Haut-Poitou provaren de mantenir una resistència gairebé desesperada i van lliurar batalla a Cholet el 17 d'octubre del 1793. Però, derrotats al final de la jornada, es retiraren cap al nord, a Beaupréau, l'únic camí que trobaren lliure, i després cap a Saint-Florent-le-Vieil, on es trobaren aturats pel riu Loira. El general dels insurgents, Antoine-Philippe de La Trémoïlle, travessà el riu amb 4.000 homes i ocupà Varades per protegir l'accés a la Bretanya i al Maine en cas de derrota. Sense rebre l'ordre, guiats únicament pel pànic, la resta d'insurgents s'apoderaren de totes les barques disponibles. Durant els dies 17 i 18 d'octubre, tot l'exèrcit travessà el riu, només s'ofegà una dona. Quan la nit del 19 d'octubre, l'avantguarda republicana arribà a Saint-Florent, tots els insurgents havien desaparegut. Els insurgents, però, havien perdut a Cholet els seus millors comandants. El general Louis de Salgues de Lescure fou ferit greument per un tret de bala al cap, durant la batalla de La Tremblaye el 15 d'octubre. Charles Artus de Bonchamps morí a causa de les seves ferides la nit del 18 d'octubre després d'haver manat una massacre de 4.000 a 5.000 presos republicans a Saint-Florent-le-Vieil, ordre que no va ser executada. El general en cap Maurice Gigost d'Elbée també fou greument ferit a Cholet, gairebé en el mateix moment i al mateix indret que Bonchamps. No estava en condicions d'exercir el comandament i, en descord amb la marxa cap al nord del Loira, fou portat per un grup de fidels a l'exèrcit del Marais, que estava dirigit per Charette, i trobà finalment refugi a l'illa de Noirmoutier, davant la desembocadura del Loira, el 3 de novembre.

Procedents del sud de Nantes, i passant per Cholet, els tradicionalistes (monàrquics i catòlics) es ban batre amb els republicans fent un gir cap al nord-oest.

A Varades, l'exèrcit dels tradicionalistes havia d'escollir un nou general en cap i van triar unànimement Lescure, però ell declinà l'oferiment, ja que encara no s'havia recuperat de la seva ferida. Proposà que acceptessin Henri de La Rochejacquelein, que només tenia 21 anys. Durant el viatge es presentà Louis de La Haye-Saint-Hilaire, procedent de Jersey, el qual portava un missatge dels nobles emigrats a Anglaterra. Els anglesos li havien promès desembarcar tropes si els francesos tradicionalistes els faciliten un port. Els generals respongueren favorablement a la proposta. Un altre missatge arribà, escrit pel papa Pius VI, era una resposta a un correu enviat per l'abat Bernier, que anunciava que Gabriel Guyot de Folleville, membre del Consell de la Vendée, que es feia dir bisbe d'Agra, era en realitat un impostor. Sorpresos amb la notícia, els generals decidiren acomiadar-lo discretament per no desmoralitzar les tropes.
El 20 d'octubre, l'exèrcit marxà de Varades i prengué direcció cap a Laval. Aquest exèrcit estava format per 30.000 soldats, dels quals uns 1.200 o 2.000 anaven a cavall, a més d'un nombrós grup d'acompanyants d'entre 15.000 a 60.000 no combatents, ferits, vells, dones i nens. S'estima que un total de 60.000 a 100.000 persones de la Vendée van prendre part en el recorregut, la xifra que se sol citar més freqüentment és de 80.000, els quals formaven una llarga filera de 18 quilòmetres.

## Situació dels republicans

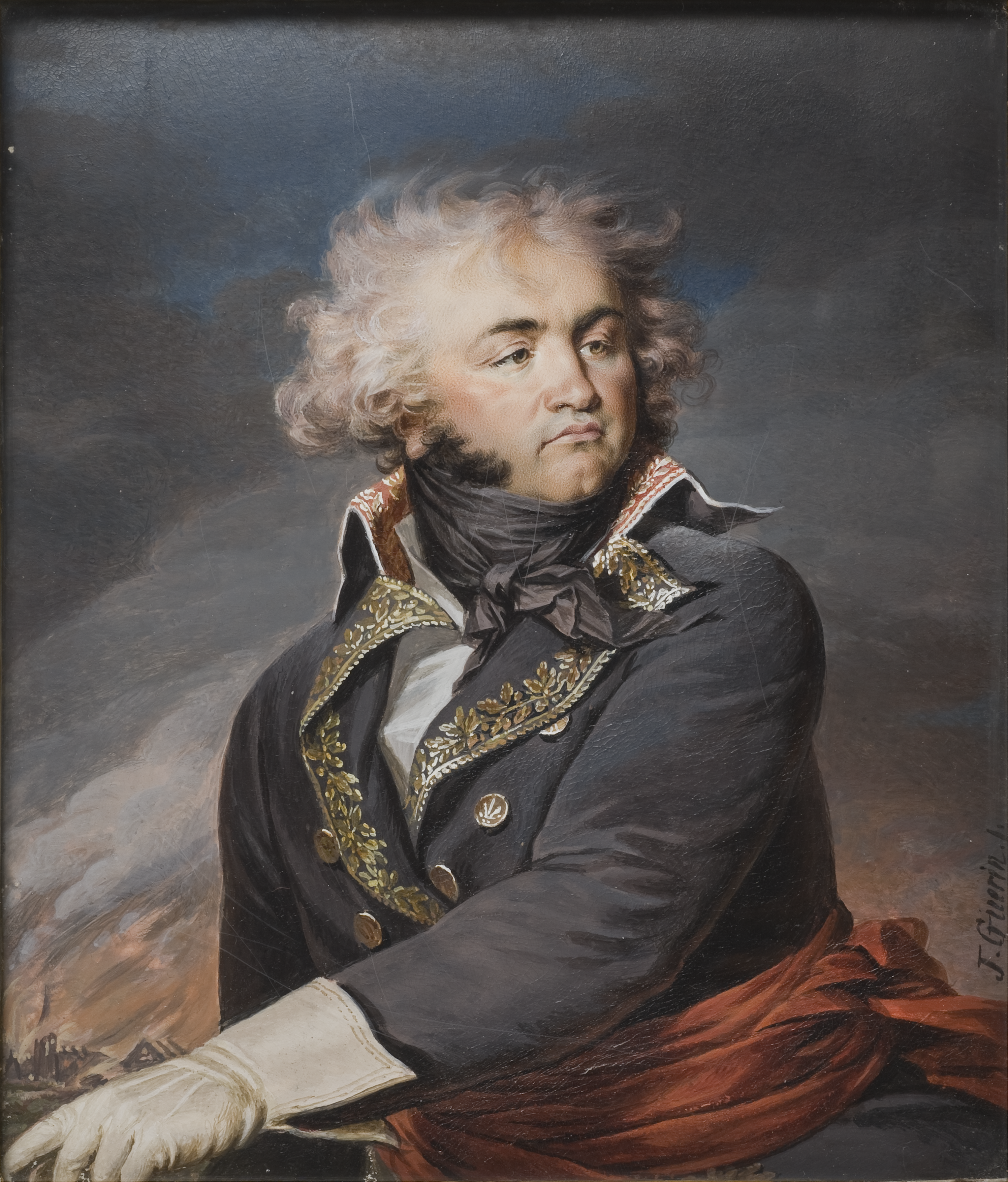
El General Jean Baptiste Kleber

Les forces republicanes després de la batalla de Cholet, cometeren l'error de creure que la guerra estava definitivament guanyada i tardaren a atacar Saint-Florent-le-Vieil. Quan arribaren a aquesta vila, la trobaren buida. Fins al mes d'octubre, la principal feblesa de les tropes republicanes va ser la seva manca de coordinació, degut a la seva partició en diversos exèrcits i a la rivalitat entre els seus caps. El Comité de Salut Pública posà fi a aquesta divisió quan l'1 d'octubre, ordenà la submissió sota un comandament únic per formar l'exèrcit de l'oest. Aquest exèrcit es creà amb la fusió de: la secció de les costes de La Rochelle, la secció de Magúncia i l'estat major de Nantes, aquest darrer era part de la secció de les costes de Brest; el comandant en cap seria el sans-culotte Jean Léchelle. Atesa la incompetència d'aquest general, els encarregats de la missió acordaren substituir-lo oficiosament per Jean-Baptiste Kléber. Aquests generals anaven acompanyats i supervisats per un grup de polítics enviats per la Convenció Nacional: Antoine Merlin de Thionville, Louis Turreau, Pierre Bourbotte, René-Pierre Choudieu, Pierre-Louis Prieur i Jean-Baptiste Carrier. En conjunt, aquest exèrcit en persecució de l'expedició d'insurrectes eren uns 30.000 homes.
Al nord del Loira, la secció de les costes de Brest, comandada pel general Jean Antoine Rossignol, no estava estava concentrada en un sol lloc. Aquesta secció, encarregada de protegir les costes d'un atac o desembarcament dels anglesos, controlava la Bretanya i el Maine, però els seus efectius estaven situats sobretot en les poblacions marítimes. Terra endins, les tropes republicanes, preses per sorpresa i subestimant els insurrectes, quedaven anul·lades. Aviat es veieren obligades a demanar reforços a la secció de les costes de Cherbourg, que tenien la seva base a Normandia. D'aquesta manera els insurrectes aconseguiren arribar fins a Laval sense trobar resistència seriosa, cosa que els feu remuntar la moral. Els republicans reaccionaren mobilitzant 1.500 guàrdies nacionals del departament del la Manche i 3.000 voluntaris bretons, vinguts bàsicament del Trégor i de la baixa Cornualla.

## Victòries dels vendeans
Després d'haver ocupat Varades, l'estat major dels insurgents de la Vendée decidiren marxar cap a Laval, on tenia les seves terres el príncep de Talmont, perquè ell estava convençut que la seva influència provocaria l'alçament de tot el territori. El 20 d'octubre els insurrectes van atènyer Candé i l'endemà Château-Gontier, sense trobar gaire resistència. El 22 d'octubre, s'apoderaren de Laval després d'un breu enfrontament. Els generals decidiren llavors donar uns dies de descans a les tropes. Mentrestant, les forces republicanes travessaren el Loira a Angers i Nantes. Només Nicolas Haxo es quedà a la Vendée amb la seva divisió, per combatre les tropes de Charette. El 25 d'octubre, l'avantguarda republicana d'uns 4.000 homes comandats per Westermann i Beaupuy, entraren a Château-Gontier. Els republicans estaven extenuats, però Westermann es negà a esperar el gros de l'exèrcit i, l'endemà, es llançà a l'atac de Laval. El resultat fou una derrota per als republicans, que hi perderen 1.600 homes a Croix-Bataille.

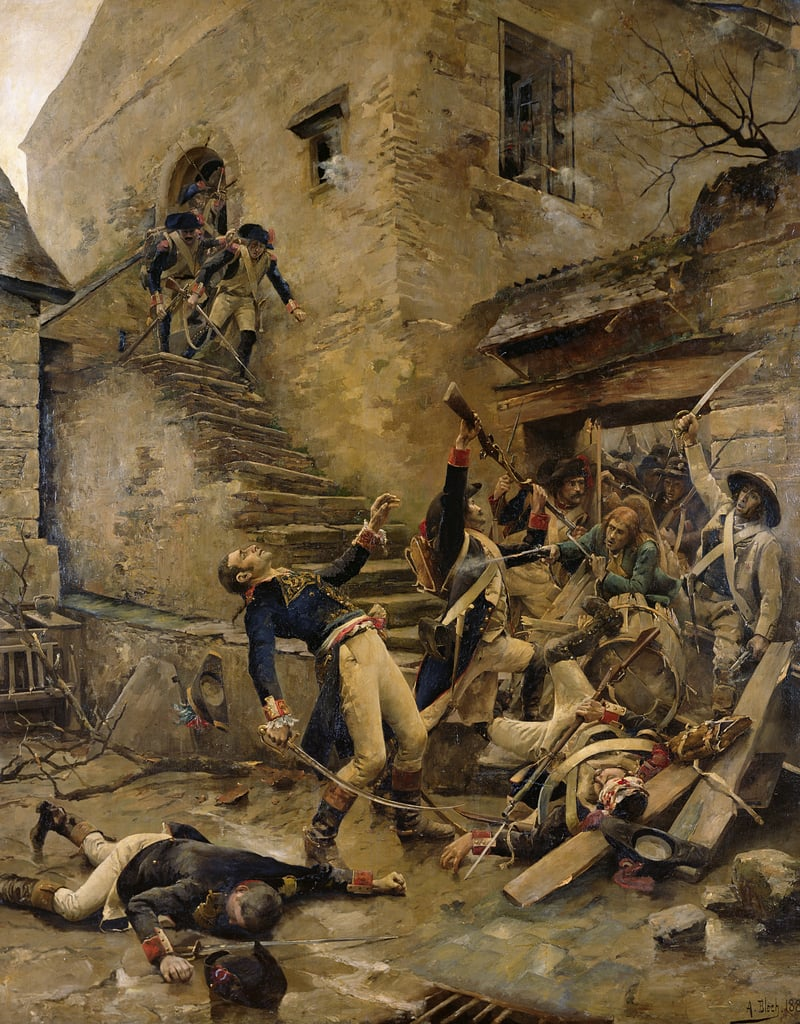
Mort del general republicà Beaupuy en la batalla d'Entrammes, pintura d'Alexandre Bloch.

L'endemà, Westermann i la seva gent es retiraren a Villiers-Charlemgne, on es trobaren amb la resta de l'exèrcit, que venia comandat per Jean Léchelle. Decidiren repetir l'atac, malgrat l'oposició de Kléber, que creia més convenient fer descansar les tropes. L'estupidesa del pla de Léchelle provocà una nova derrota a la rodalia d'Entrammes i els republicans van haver de fugir fins a Lion-d'Angers. En la persecució, els vendeans van recuperar la possessió de Château-Gontier on el general Beaupuy fou greument ferit. Entre els republicans van haver 4.000 baixes entre morts i ferits, d'un total de 20.000 homes; en el bàndol contrari, els revoltats vendeans només van tenir 400 morts i 1.200 ferits d'un total de 25.000 homes.
Uns dies més tard, Léchelle fou arrestat per ordre de Merlin de Tionville i enviat a Nantes, on s'hi suïcida l'11 de novembre. El dia després de la batalla, mentre els insurgents tornaven a Laval, Kléber decidí tornar a Angers amb l'exèrcit a fi d'organitzar les seves forces. Els representants nomenaren Alexis Chalbos general en cap.

## Els chouans

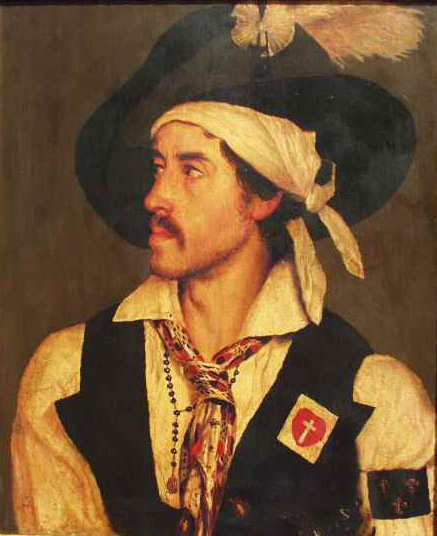
Jean Chouan i els seus seguidors s'afegiren als vendeans després de la victòria d'Entrammes.

Entre els insurgents hi havia dos grups: els de la Vendée, ja esmentats, i els chouans. Mentre que els primers combatien al sud del Loira, procedents del Poitou, sud d'Anjou i del país de Retz bretó, els segons combatien al nord del riu, principalment a la Bretanya, el Maine, Normandia i nord d'Anjou, però també a l'Aveyron i la Lozère.
Al començament del gir de galerna, Georges Cadoudal, que combatia des de feia mesos amb els vendeans, marxà a reclutar tropes al Morbihan, la seva terra natal. A començaments de novembre, tornà a unir-se als vendeans a Fougères amb 150 homes. Les poblacions del nord del Loira eren majoritàriament monàrquics i, per altra banda, l'arribada dels vendeans provocava problemes en el territori. Concretament, una minoria de republicans girondins poc hostils, no veien amb mals ulls tornar a la monarquia, perquè estaven en desacord amb el centralisme i radicalisme propugnat pels muntanyesos, motiu pel qual foren perseguits pels altres republicans que els titllaven de poc patriotes, i finalment van triar canviar de bàndol. El 22 d'octubre, dia de la presa de Laval, el general girondí Joseph de Puisaye, vençut a la batalla de Brécurt durant les insurreccions federalistes, adreçà una carta a l'exèrcit catòlic dels insurgents, signada amb el nom comte Joseph, en la qual anunciava que tenia 50.000 homes disposats a unir-se'ls. En realitat, Puisaye només tenia una petita colla de fidels que s'amagaven amb ell al bosc del Pertre. En qualsevol cas, no es van prendre la seva carta seriosament. Lescure li respongué que si tenia un exèrcit tan nombrós fes l'atac ell sol i els vendeans ja el secundarien després. Malgrat tot, aquest Joseph esdevindria un any més tard general en cap de l'exèrcit catòlic i reialista de la Bretanya
En revenja, el 24 d'octubre, 800 bretons i gent del Maine, comandats per Jean Cottereau i Aimé Picquet du Boisbuy, capturaren per sorpresa 1.200 soldats republicans que estaven sota les ordres del general Lespinase a La Gravelle, una vila entre Vitré i Laval. Els insurgents incapaços d'alimentar els seus presoners, els van alliberar a canvi de la promesa de no tornar-se a enfrontar. Cottereau i Boisguy s'uniren tot seguit als vendeans de Laval i es distingirent amb els seus homes en els combats de Croix-Bataille i Entrammes. Altres insurgents s'uniren als vendeans, entre els quals estava Jean-Louis Treton, dit Cama d'Argent.
Aquests reforços reberen el nom de Petita Vendée; però, acabaren per anomenar-se ells mateixos els chouans, pel sobrenom de Jean Chouan. Aquest mot apareix emprat per primera vegada en els informes republicans el 27 d'octubre del 1793, en el registre de deliberació de Fougères. En total, entre 6.000 i 12.000 chouans s'uniren a l'exèrcit catòlic i reialista, principalment a Laval i a Fourgères.Això no obstant, els efectius eren inferiors als esperats pels generals vendeans, encara que els chouans es distingiren per la seva moral elevada i per estar al capdavant dels atacs.

## El setge de Granville

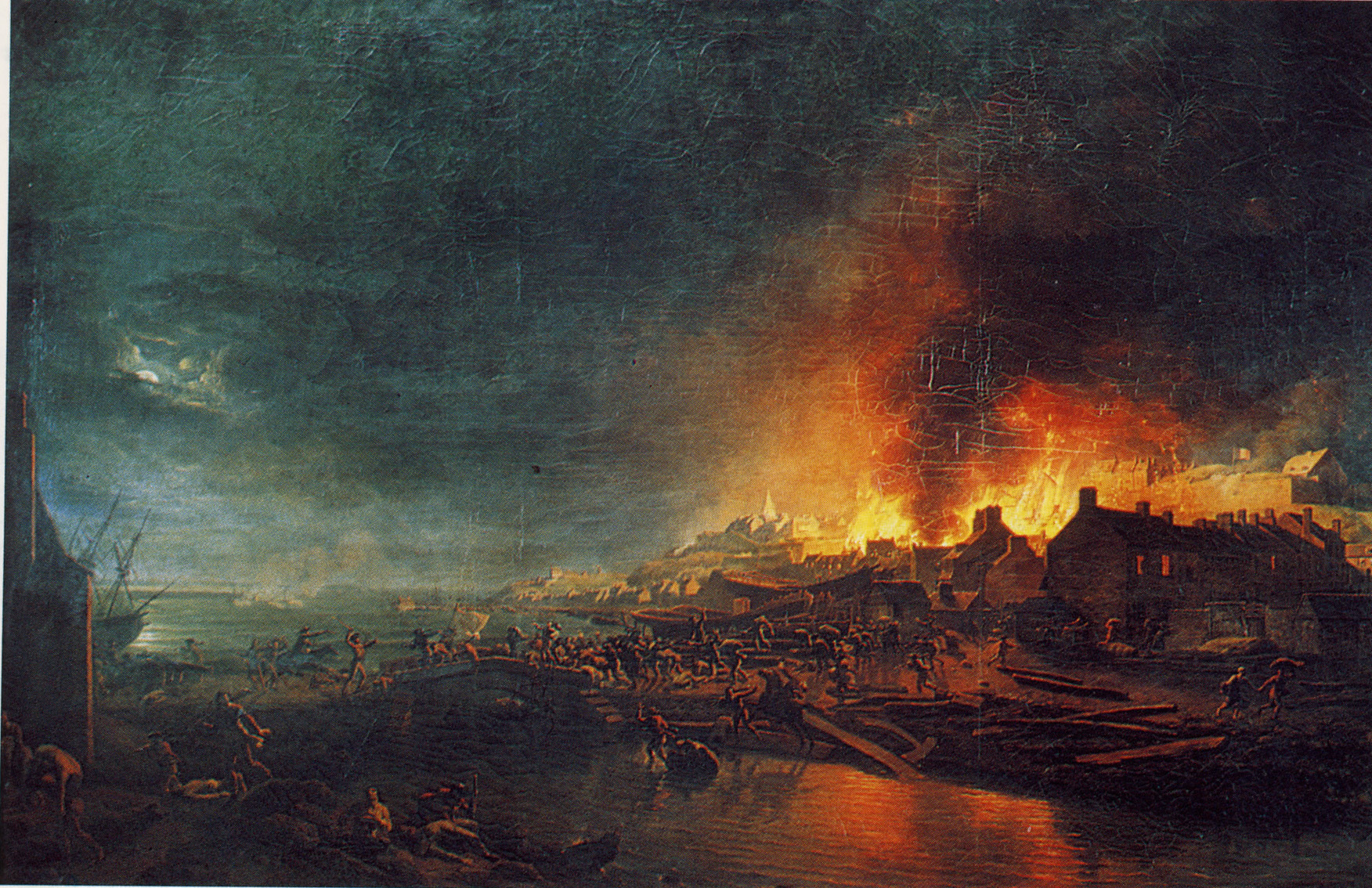
El setge de Granville, pintura de Jean François Hue

El 28 d'octubre, el general La Rochejaquelein proposà en una reunió de l'estat major, aprofitar la derrota de l'exèrcit de l'oest per prendre tota la regió de la Vendée, però l'opinió entre els seus oficials estava dividida. Alguns volien atacar Rennes i sublevar la Bretanya, altres liderats per Talmont i Stofflet volien seguir primer que res el pla anglès i prendre un port. Finalment triomfà aquest darrer pla i s'adreçaren cap a Saint-Malo. El 2 de novembre els vendeans entraren sense combatre a Mayenne, però allà la disenteria i altres malalties van brotar entre els soldats i acompanyants.
La tarda del 2 de novembre, els vendeans derrotaren 3.000 homes d'un regiment d'infanteria lleugera a Ernée, moriren 400 republicans. L'endemà prengueren per assalt Fougères, defensada per 3.500 homes comandats per Brière. Els republicans es replegaren llavors cap a Rennes, Vitré i Avranches mentre deixaven enrere 200 morts i 800 captius. Aquests darrers serien alliberats uns dies després sota jurament de no tornar a combatre en l'oest. L'endemà, el general Louis de Lescure, morí en el seu vehicle a conseqüència de les ferides, a prop de La Pèlerie. El seu cos fou embalsamat a Fougères i la seva vídua el feu enterrar provisionalment a la rodalia d'Avranches, però mai se l'ha trobat.
Els vendeans es prengueren un dies de repòs a Fougères i reclutaren més tropes comandades pel metge Putod, mentre que Obenheim, oficial transfuga de l'exèrcit republicà, els persuadia que era més convenient prendre la ciutat de Granville en lloc de Saint-Malo. Deia conèixer bé el lloc i haver participat en la construcció de les fortificacions. Aquest pla només trobà l'oposició del girondí Bougon, que preferia atacar Cherburg, per ser una vila que no tenia les fortificacions adaptades per un atac vingut des de terra.
El 8 de novembre es posaren en marxa deixant enrere centenars de malalts i ferits als hospitals de Fougères. El dia 9 ja havien passat per Dol i l'11 arribaren a Pontorson, on hi deixaren una rereguarda comandada per Lyrot, ja que darrere d'ells tenien les forces republicanes del'exèrcit de l'oest i de l'exèrcit de les costes de Brest que convergien a Rennes. El 13 de novembre, deixaren les dones i els nens a Avranches, sota la guàrdia dels soldats Royrand i Fleuriot. Pel camí, un esquadró de cavallers vendeans comandat per Forestier reeixí en un atac al Mont-Saint-Michel, en què 300 sacerdots dels que s'havien negat a signar la Constitució civil del clergat foren alliberats, no obstant això, per por de les represàlies, la majoria dels sacerdots es neguen a escapar i només seixanta acceptaren seguir als vendeans. El 14 de novembre, 25.000 vendeans comandats per La Rochejaquelain llançaren un atac a Granville, ciutat que estava defensada per 5.000 hommes. Els soldats i els habitants liderats pel general Peyre i el polític Le Carpentier es defensaren vigorosament. Els vendeans provaren de fer dos assalts que van fracassar per manca de material de setge. La flota anglesa tan esperada no aparegué. Hi havia una flota britànica, ancoarada a Jersey, però el seu comandant, lord Moira, mal aconsellat, no intervingué. El 15 de novembre els insurgents desistiren del setge i marxaren a atacar Avranches. Havien perdut 2.000 hommes, i els republicans tenien uns 340 morts. La Rochejaquelein persistia en el projecte d'atacar Cherbourg i s'apoderà de Villedieu-les-Poêles amb una avantguarda de 1.000 homes, preò el gros de l'exèrcit refusà de seguir-los, el que volien era tornar a la Vendée on havien deixat les seves famílies a mercè dels republicans. El 16 de novembre feren mitja volta cap al sud. Els insurgents abandonaren Normandia deixant darrere seu els seus 800 ferits i traginers a la rodalia d'Avranches, que serien capturats pels republicans i afussellats per ordre de Jacques Léonard Laplanche en el que s'anomenà la massacre d'Avranches.

## La batalla de Dol

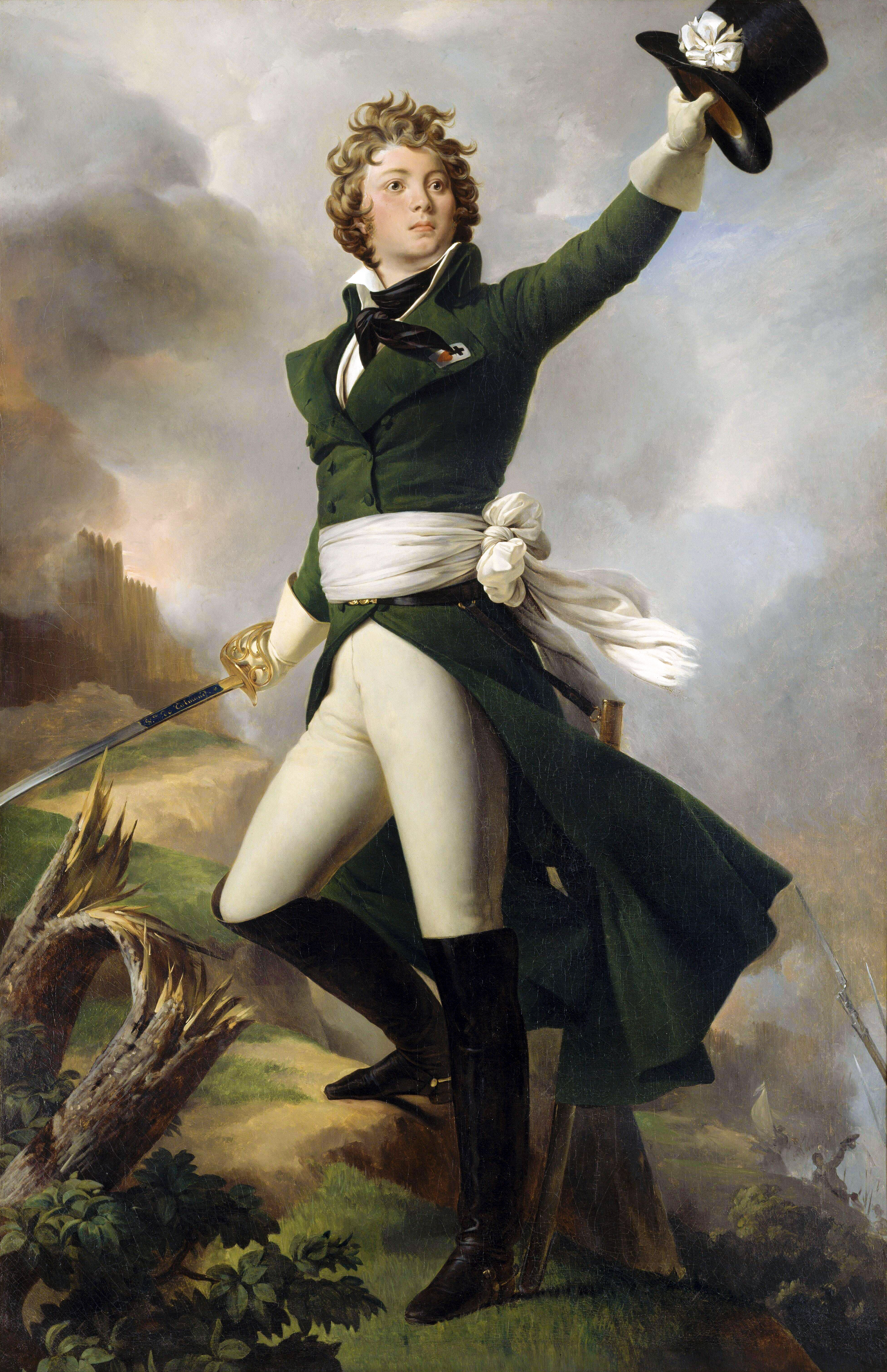
Antoine Philippe de La Trémoille, príncep de Talmont, pintat per Léon Cogniet (Museu d'Art i Història de Cholet).

Durant aquest temps, els republicans reorganitzaren les seves forces a Rennes, on van romandre del 12 al 17 de novembre 16.000 homes de l'exèrcit de l'oest comandats per Chalbos i Kléber, i 4.000 homes de l'exèrcit de les costes de Brest sota les ordres de Rossignol. Llavors arribaren reforços, 6.000 soldats de l'exèrcit de les costes de Cherbourg dirigides per Sepher procedents de Normandia i 10.000 soldats enviats pel Comité de Salut Pública des de l'exèrcit del Nord. El Comité nomenà Rossignol com a general en cap dels dos exèrcits.
El 18 de novembre, els vendeans derrotaren els 4.000 homes del general Tibout a Pontorson i després ocuparen Dol-de-Bretagne. El mateix dia, les tropes del general Canuel recuperaren Fougères. Els 200 ferits vendeans que estaven als hospitals de la vila fores torturats i assassinats.
A partir d'aquell moment els republicans es llançaren al contratac, cercant d'acular els insugents contra la mar. El 20 de novembre, l'avantguarda comandada per Westermann inicià un atac envoltant l'exèrcit dels vendeans i ocupant Pontorson. El general republicà Marceau es posicionà a Antrain. El 21 de novembre, durant la nit, els dos generals republicans passaren a l'atac. Alertat, Henri de La Rochejaquelein anà a l'encontre de Westermann, mentre que Stofflet atacava Marceau. La batalla es desenvolupà en dos fronts, però a les 7, les tropes de Stofflet van cedir i es van replegar a Dol. Malgrat el moment de pànic, els insurgents aconseguiren reorganitzar-se i tornar a l'atac. Marceau, desbordat, havé de demanar ajut a Rossignol, però aquest gairebé no li envià reforços. La Rochejaquelein, que se n'havia desempallegat de Westermann, atacà pel seu flac i els republicans fugiren cap a Antrain. Esgotats, els soldats vendeans començaren a quedar-se adormits al camp de batalla, Stofflet els despiertà de nit per acabar la derrota de l'exèrcit republicà a Antrain el dia 22, fet això retornaren a Rennes. A Antrain, un grup d'uns centenars de presos republicans foren afusellats en represàlia per la massacre de Fougères, i un altre grup de 150 persones fou alliberat per ordre de La Rochejaquelein. La batalla de Dol havia durat tres dies i costà la vida a 10.000 homes, dos terços dels quals eren republicans. Fou una de les pitjors derrotes republicanes de la guerra de la Vendée i seria la darrera gran victòria dels insurgents.

## La retirada cap al Loira
Amb la derrota dels republicans de l'oest i del Brest, els insurgents tenien el camí lliure cap al sud del Loira. El 23 de novembre, La Rochejaquelein proposà atacar Rennes per tal d'aconseguir la destrucció de l'exèrcit republicà abans que arribessin a Nantes. Però Talmont volia atacar Granville una altra vegada, plan que les tropes es negaren acceptar. Menats per Stofflet, finalment decidiren anar a la Vendée passant per Angers. La nit del 23 al 24 arribaren a Fougères, l'endemà a Laval, poblacions que havien estat evacuades pels generals Canuel i Danican.
Però el trajecte esdevingué penós per als vendeans, ja que foren empaitats per la cavalleria del 14è regiment comandada per Westermann. L'hiver s'acostava, alguns homes començaren a morir de fred, cansament i de fam. Les malalties, en particular el tifus, la disenteria i el còlera feien estralls. Els combatents estaven afeblits i molts d'ells patien sarna. El general Royrand, ferit a la batalla de Dol, morí d'esgotament durant la marxa. Els vendeans, a diferència dels republicans, no podien renovar els seus efectius. Els insurgents que es rendien o eren capturats o eren executats el mateix dia, com preveia la llei del 19 de març del 1793.Els supervivents eren enviats a presons republicanes. Les tropes es veieren obligades a robar aliments per sobreviure i, la població local, encara que en principi eren favorables als monàrquics, els acabaren rebutjant, per no contagiar-se de les malalties i no quedar també ells famolencs. Diversos grups d'insurgents vedeans foren desarmats pels vilatans, com a Laval el 15 de desembre, o massacrats el 18 de desembre a la rodalia de Sablé-sur-Sarthe. D'altra banda, els chouans desaprovaven el retorn a la Vendée i els eus caps exhortaven els vendeans a anar cap a Rennes, convençuts que així tota la Bretanya se sublevaria, però com que no els feien cas progressivament van anar abandonat l'exèrcit.

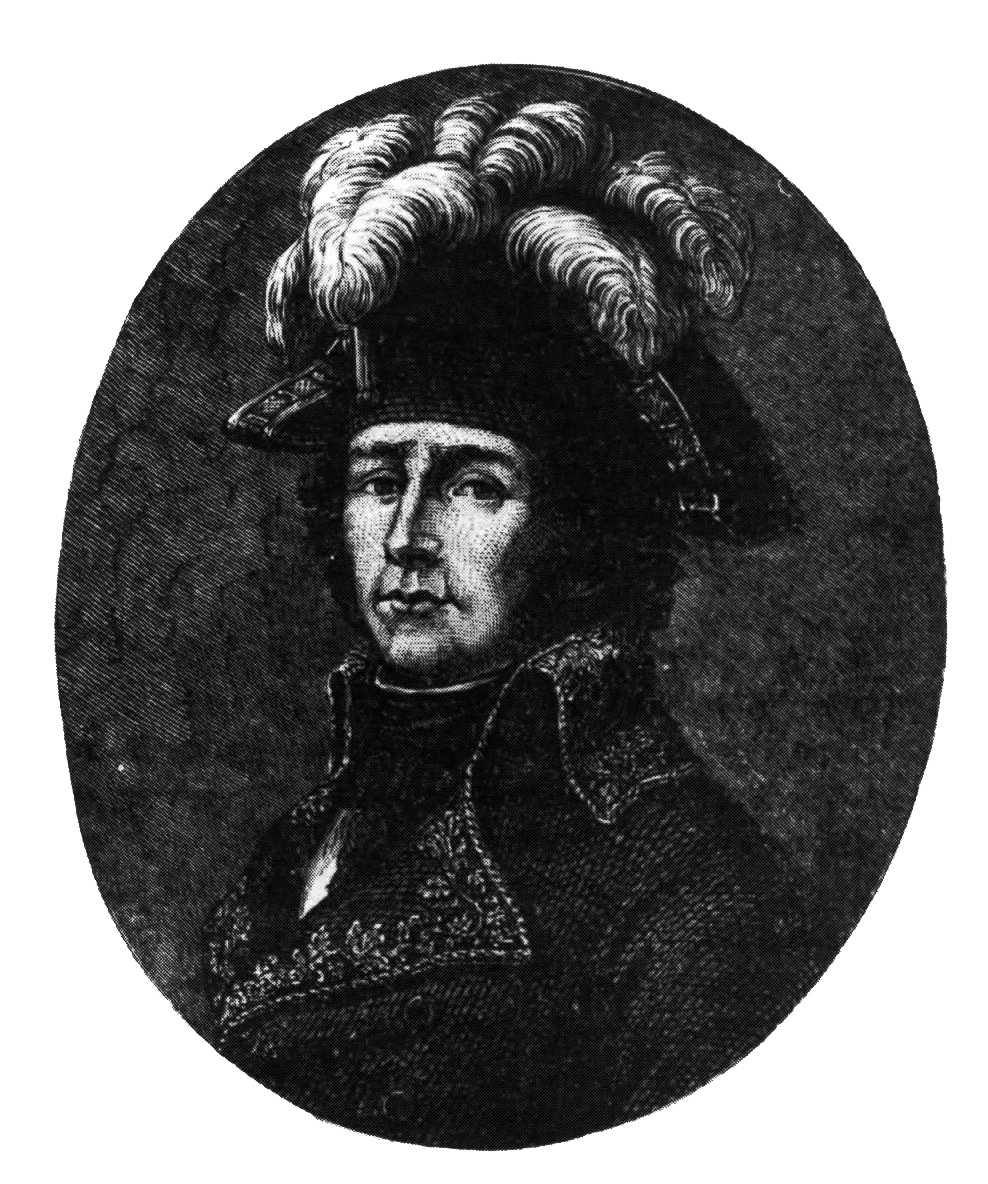
Jean Antoine Rossignol (1759-1802), general republicà.

Mentrestant, els republicans reberen 6.000 homes de reforç procedents de l'exèrcit de les costes de Cherbourg commandades pel general Sépher. Aquest, però, fou destituït pels polítics, que li reprotxaren arribar amb retard, i fou reemplaçat pel seu segon, el general Jacques Delaistre Tilly. Rossignyol, conscient de la seva incompetència, dimití, cosa que el Comité de Salut Pública no acceptà per ser ell un sans-culotte. Rossignol conservà doncs oficialment el comandament, encara que nominalment.
El 27 de novembre, el Comité nomenà Louis Marie Turreau general en cap de l'exèrcit de l'oest, el qual estava llavors en l'exèrcit del Mosela i anà amb poques ganes a assumir el càrrec. Atès que tardava en presentar-se van escollir oficiosament un altre general, Kléber, però com que no tenia la confiança del Comité proposà nomenar François-Séverin Marceau-Desgraviers com a general cap, a François-Joseph Westermann com a cap de la cavalleria i a jean Debilly com a cap de l'artilleria.
El 3 de desembre, els vendeans arribaren a Angers. Eren un grup de només 40.000 o 50.000 combatents i civils. La plaça fou defensada per 4.000 soldats comandats pels generals Thévenet, dit Danican, i Boucret. El general Beaupuy, tot i estar ferit, participà en el combat. L'atac dels vendeans no estava millor planificat que el de Granville. Desprovistos d'armes de setge, els insurgents només van fer servir l'artilleria. El 4 de desembre, l'avantguarda republicana dirigida per Boüin de Marigny arribà al camp de batalla provocant el pànic dels vendeans, els quals van tenir 800 morts i es replegaren a La Flèche. Malgrat la victòria, Marigny morí per un impacte de canó al final de la batalla. Per ordre del polític Esnue-Lavallée, els caps dels insurrectes morts allà foren exposats a les muralles de la vila.

## La derrota de Le Mans
Els insurrectes, perseguits de prop per la cavalleria de Westermann, atenyeren La Flèche el 8 de desembre, però per a la seva desesperació trobaren que la vila estava defensada per 1.500 republicans comandats pel general Chabot. Deixant la rereguarda comandada per Piron de La Varenne, amb la missió de retenir Westermann, La Rochejaquelein volta la vila i travessà el Loir per un gual. Això agafà desprevingut a Chabot i els republicans començaren a fugir, després feu reparar el pont per salvar Piron i els seus homes.

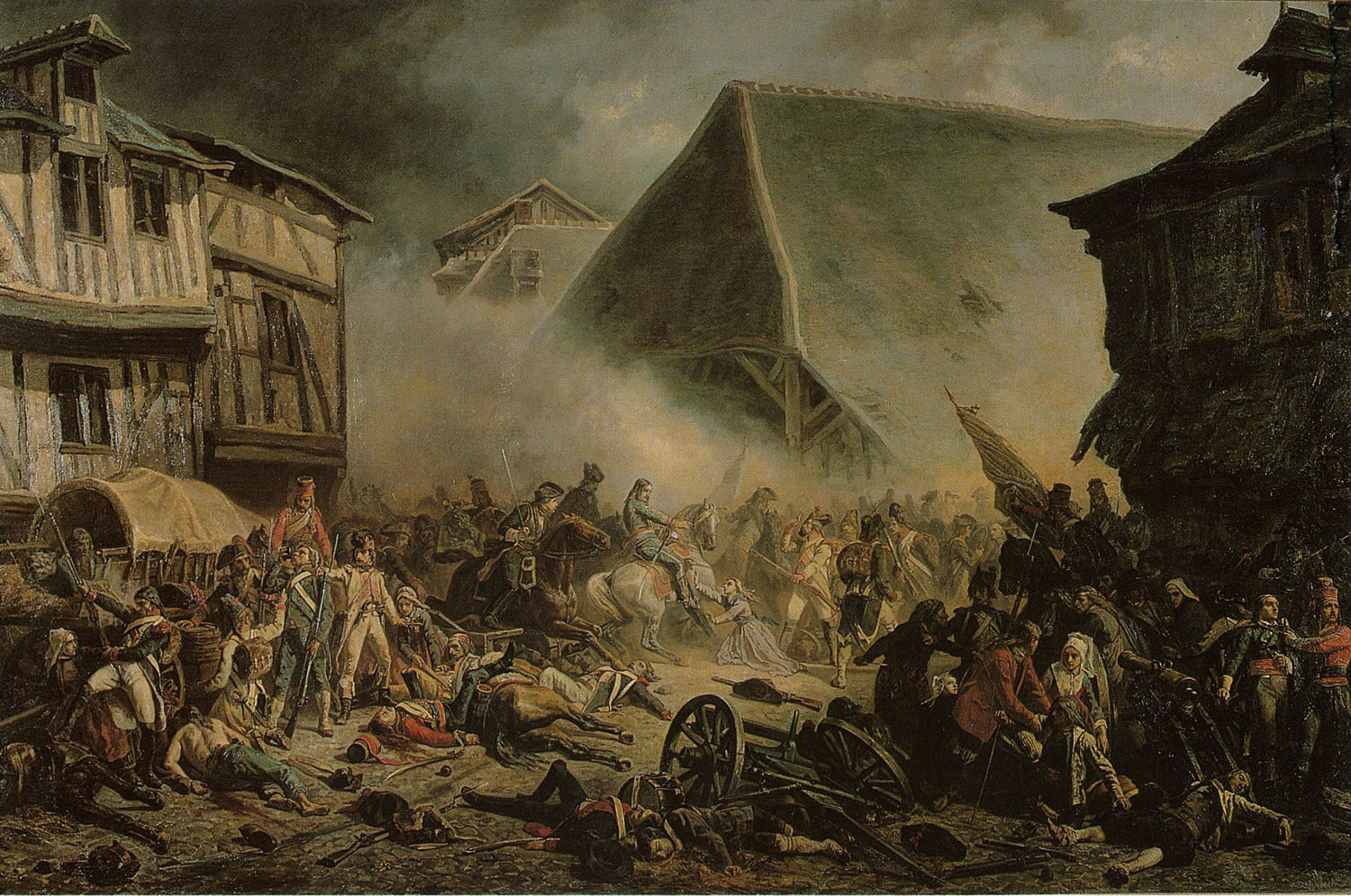
Batalla de Le Mans, pintura de Sorieul.

Després de dos dies de descans, l'exèrcit dels insurgents agafà direcció a Le Mans. Durant el camí no van tenir el suport de la població. El 10 de desembre ocuparen la ciutat després d'un breu combat, però les tropes estaven desmoralitzades, s'emborratxaven per oblidar i desobeint les ordres es negaven a continuar. El 12 de desembre, l'avantguarda republicana, comandada per Westermann, arribà a Le Mans i passà tot seguit a l'atac, però fou repel·lit per La Rochejaquelein i 3.000 homes, molts eren chouans que havien canviat de bàndol. La lluita es mantingué durant hores a l'exterior de la ciutat fins que arribà el general Tilly amb reforços, després Marceau i Kléber. Quan el combat passà a l'interior de la ciutat, els insurgents gairebé no oposaren resistència. Durant la nit encara hi havia caos i alguns enfrontaments entre civils. La Rochejaquellein i la major part de la seva tropa es retiraren a Laval, mentre que alguns petits es quedaren aïllats a la ciutat. Els soldats republicans entraren a les cases i, buscant els que s'hi havien refugiat, mataren dones i nens. Marceau i Kléber provaren en va aturar aquestes atrocitats. Westermann es llançà a la persecució dels vendeans i en massacrà milers entre Le Mans i Laval. En aquest episodi van morir uns deu o quinze mil insurrectes i molts foren fets presoners; per la banda republicana només en van haver trenta morts i cent ferits.

## La desfeta de l'exèrcit insurrecte
El 14 de desembre, els 20.000 vendeans que havien escapat ocuparen per tercera vegada Laval. Les tropes republicanes estaven concentrades a l'est i el camí al sud-est del Loira quedava lliure. Malgrat la fatiga, els vendeans no van tenir temps de descansar. Passaren per Craon i Pouancé els dies 14 i 15, i arribaren a Ancenis el 16 de desembre. S'apoderaren de totes les barques que van trobar i van construir rais. A l'altra riba el territori estava controlat pels republicans. Durant els dies 16 i 17, 1.200 soldats vendeans comandats per La Rochejaquelein i Stofflet travessaren el riu amb intenció de fer un pont per als altres, però el 17 de desembre es presentaren dues canoneres enviades des de Nantes, que tallaren el pas i enfonsaren algunes barques. En l'incident moriren 400 soldats insurgents.
Durant aquest temps, el general Marceau prengué posició a Châteaubriant, al nord, i altres tropes comandades per Westermann, arribaren des de l'est i fustigaren els vendéans a Anciens, els quals es dispersaren cap al nord-oest per Nort-sur-Erdre, voltant Nantes, que estava molt ben defensada. El 19 de desembre, Westermann atanyé la rereguarda vendeana a Nort-sur-Erdre i en massacrà de 300 a 400 insurgents. L'endemà arribaren a Blain, només eren uns 6.000 o 7.000 soldats, que decidiren triar un nou general en cap. L'escollit fou Fleuriot. Furiós, Talmont, que pensava que tenia més dret a tenir aquest càrrec, marxà acompanyat de tres homes, cap al Maine. Un d'aquests companys, Bongon, hi refiava muntar un nou exèrcit.

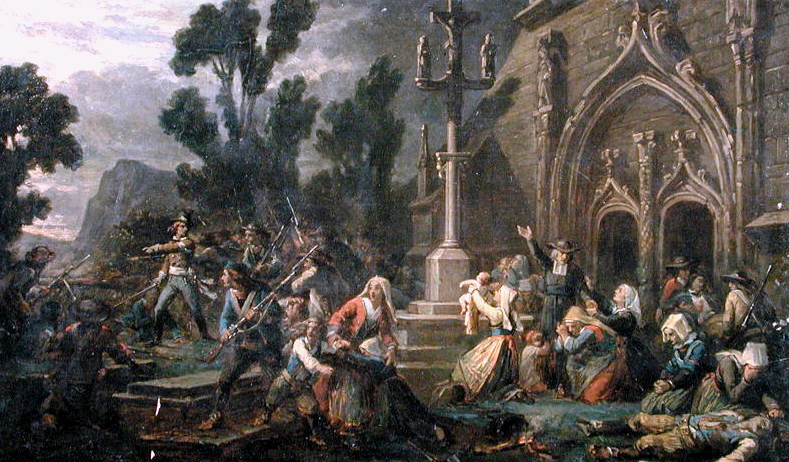
Chouans a la Vendée, pintura d'autor anònim.

Les tropes republicanes avançaven, Kléber i Marceau prengueren control del bosc de Le Gâvre i els vendéans es van haver de replegar vers el sud-oest i Savenay. El matí del 22 de desembre, els 150 homes de la guarnició intercanviaren un breu tiroteig amb ells i després els vendeans penetraren en una vila que havia estat evacuada. En aquest moment els insurgents només eren un grup de 6.000 soldats, gairebé tots ferits, sense saber el nombre de dones i nens que encara els acompanyaven. Al vespre arribà l'exèrcit republicà, format per 18.000 homes, que prengué posició al nord de la vila. L'endemà a l'alba, la infanteria republicana, comandada per Marceau, Kléber, Tilly i Canuel, passà a l'ofensiva. En les hores següents l'exèrcit vendeà fou destruït. Fleuriot, amb 300 cavallers comandats per Georges Cadoudal, provà de fer un contratac, però sense reeixir-ne, es dispersà també. Els soldats presentaren una darrera resistència per cobrir la fugida de les dones i nens. Lyrot morí en aquest enfrontament i també Louis-Marie de La Roche Saint-André. El general Gaspar Marigny persistí durat una hora en la seva posició amb els dos canons que quedaven i després fugí cap als maresmes. La victòria republicana fou clara, amb només 30 morts i 200 ferits.Entre 4.000 i 7.000 vendéans moriren a Savenay i la seva rodalia, mots en combat o executats sumàriament. Altres milers foren capturats i tancats dins l'església. Mentre el gros de l'exèrcit, amb Kléber, s'adreçava a Nantes, diversos grups de cavalleria acompanyats de gossos es llançaren a la persecució dels supervivents. Westermann feu afusellar uns 500 o 700 vendeans a Prinquiau, la resta de capturats foren conduïts a Savenay.
La comissió de polítics formada per Prieur de la Marne, Turreau i Bourbotte van condemnar a mort tots els que havien estat apresats amb armes a les mans, que eren uns 2.000, i un grup de 1.679 dones i nens foren enviats a la presó de Nantes. Allà pocs en sobrevisqueren, ja fos pel tifus o pel sistema d'ofegaments (noyades) manat per Jean-Baptiste Carrier. Uns 2.500 fugitius aconseguiren escapar a la mort gràcies a l'ajut dels camperols, uns dels quals foren l'abat Bernier i Victoire de Donnissan de Lescure.

## Pèrdues humanes
Per als Vendéans, el viatge a Galerne és una autèntica massacre. En total, de les 60.000 a 100.000 persones que havien creuat el Loira l'octubre de 1793, només 4.000 van aconseguir tornar a travessar el riu al desembre. Per a François Lebrun, 50.000 Vendéans van morir durant la galera i per a Guy Richard, 70.000. El 2007, Jacques Hussenet estimava que les víctimes de la galera van representar entre el 30 i el 45% dels 170.000 habitants de la "Vendée Ward militar", que suposa un nombre de morts de 50.000 a 75.000.

## Repressió i noves destinacions
La batalla de Savenay marcà la fi del gir de galerna, amb una victòria decisiva dels republicans. Marceau demanà trasllat a les fronteres per combatre les forces de la Primera Coalició. El 3 de desembre deixà el comandament en mans de Turreau amb qu tingué una forta discussió per no voler-ho acompanyar, i marxà al nou destí; quan estava a Châteaubriant, rebé una acusació per haver-li salvat la vida a una noia dels monàrquics en la batalla de Le Mans. Defensat pr Bourbotte, fou exculpat i s'afegí a l'exèrcit del Sambre i Mosa.
Turreau, com a nou comandant en cap a la Vendée, posà en marxa un pla de repressió i extermini amb les columnes infernals. Kléber provà d'oposar-se i proposà, en comptes d'això, construir fortins per tota la regió, però fou enviat a Vitré, on s'uní a l'exèrcit de les costes de Brest per combatre els chouans. Kléber s'oposà, i aquesta vegada li van fer cas, a la idea de Rossignol d'ampliar el territori d'acció de les columnes infernals al Loira inferior i a Mayenne. Kléber romangué a Bretanya fins al maig del 1794 i llavors fou destinat a l'exèrcit del Nord.

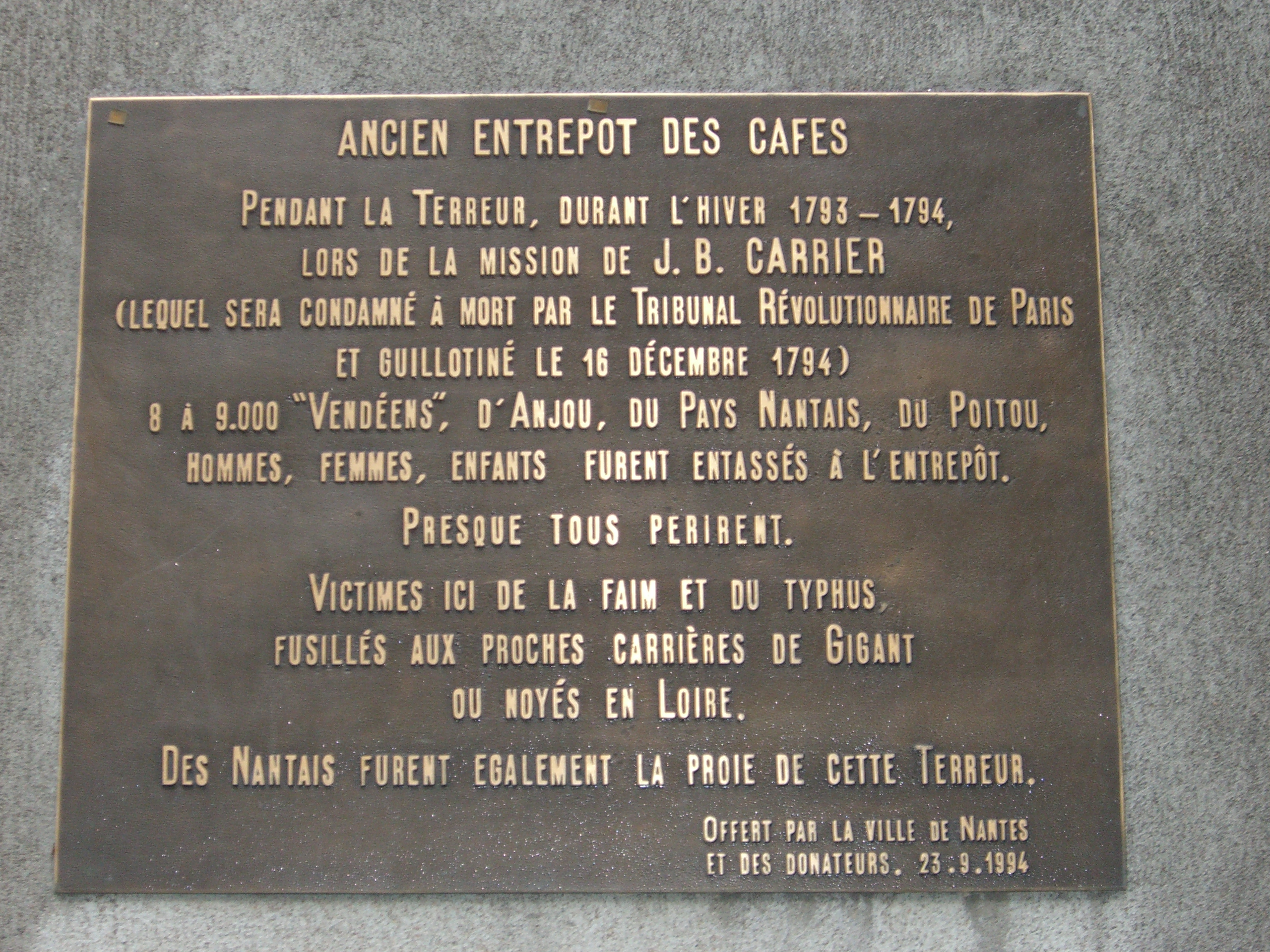
Placa commemorativa a Nantes que diu: "Antic magatzem de cafè i presó. Durant el Terror, l'hivern de 1793-1794, sota la missió de Carrier (que fou condemnat a mort pel Tribunal Revolucionari a París i guillotinat el 16 de desembre del 1794), entre 8 i 9.000 ciutadans de la Vendée, Anjou, regió de Nantes i Poitou -homes, dones i nens- foren empresonats aquí. Gairebé tots periren. Víctimes de la fam, el tifus, afussellats o ofegats al Loira. El poble de Nantes va patir el Terror igualment."

La repressió fou particularment cruenta a Nantes, on l'autoritat al càrrec, Carrier organitzà milers d'execucions: entre 8.000 i 11.000 presos, d'un total de 12.000 o 13.000, moriren en aquella ciutat entre el novembre del 1793 i el febrer del 1794. A la regió del Maine i Loira, els representants del poder, Adrien Francastel i Nicolas Hentz efectuaren rigorosament repressàlies a Angers, Saumur, Avrillé, Doué-la-Fontaine, Sainte-Gemmes-sur-Loire, Le Marillais i Ponts-de-Cé; en aquests indrets entre 6.500 i 7.000 persones fores afusellades o guillotinades i unes 2.000 o 2.200 moriren a les presons.
El novembre del 1793 el Comité de Salut Pública aprovà un decret que ordenava incendiar tota vila que hagués estat presa pels revoltats sense haver oposat resistència armada. Algunes ciutats com Fougères o Laval foren amenaçades, però finalment el decret no es portà a pràctica.
Unes comissions militars foren destinades a les províncies en què havien estat els vendeans, motiu pel qual a Ille-et-Vilaine 553 persones foren executades per col·laboracionistes. Els comissionats Brutus Magnier, O'Brien i Frey-Vaugeois romangueres durant cinc mesos a Rennes i Fougeres.
El príncep de Talmont, fou arrestat a La Bazouge-du-Désert, amb els seus tres companys, per la guàrdia nacional de Loroux. Empresonat a Fougères, Rennes i Vitré fou llargament interrogat i, malalt de tifus, fou guillotinat a Laval davant les portes del seu castell el 27 de gener del 1794.
Altres oficials trobarent la mort quan provaven de travessar el Loira. Donissan, arrestat a Ancenis, fou afusellat a Angers el 8 de gener. Piron de La Varenne s'ofegà el 10 de maig quan dispararen a la barca en què anava.

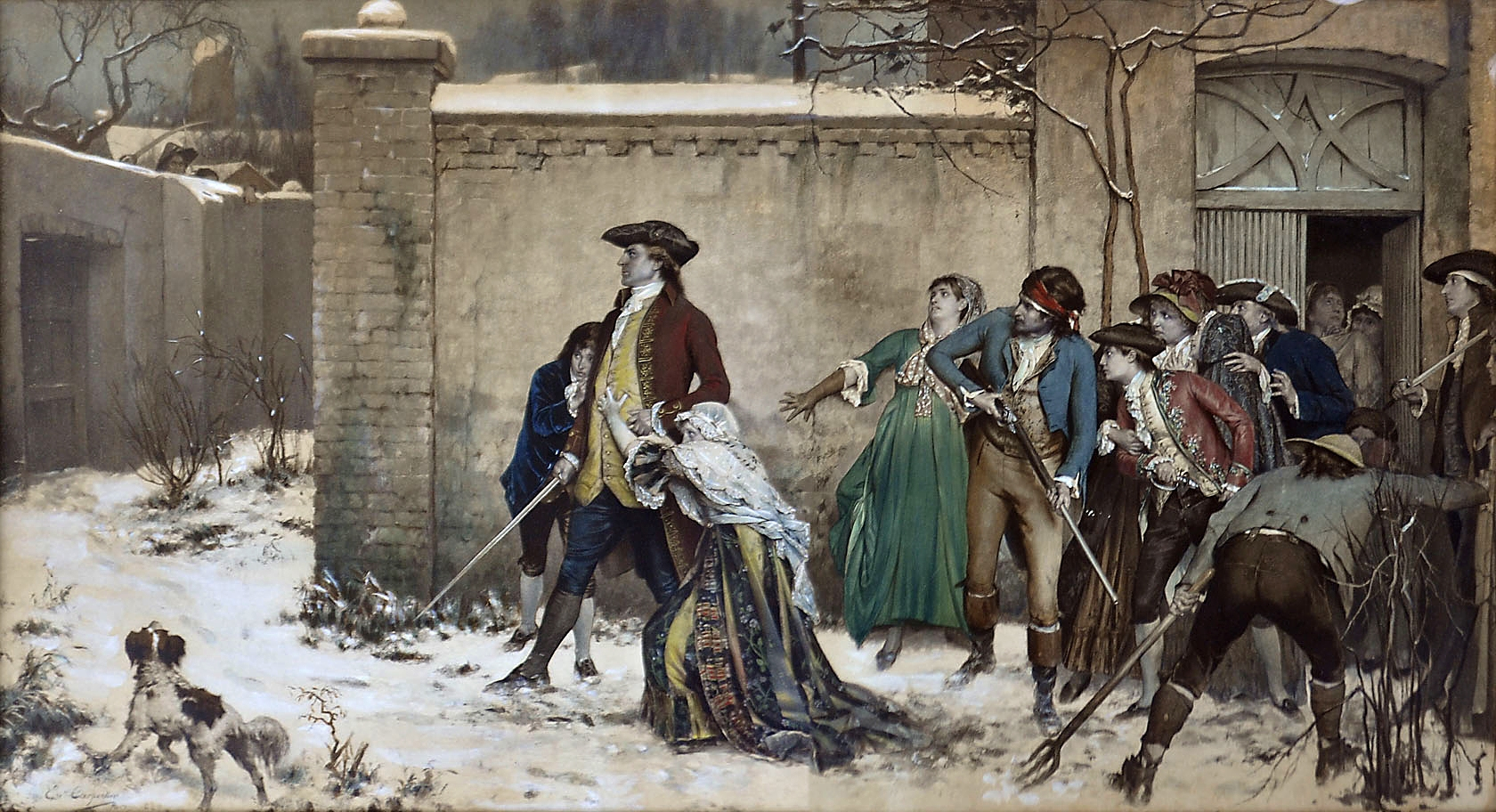
Els refugiats de la Vendée, pintura d'Évariste Carpentier

A començaments del 1794, encara que el gir de galerna havia acabat, la guerra de la Vendée continuà. Charette mantingué els combats contra el general Nicolas Haxo, el qual tenia un exèrcit de 6.000 hommes, a l'illa de Noirmoutier el 3 de gener. El general d'Elbée i els 2000 defensors de l'illa es rendiren sota promesa de salvar la vida, però tots ells foren afusellats. La guerre es reprengué veritablement el 21 de gener, quan el general Turreau passà a l'ofensiva. De gener al maig, les columnes infernals incendiaren er allà on passaven i cometeren moltes atrocitats.
Alguns líders escapats —Stoffet, La Rairie, Marigny—aconseguiren al cap d'uns mesos tornar a formar tropes. En revenja, Henri de La Rochejaquelein fou assassinat per un escamot el 28 de gener del 1794 a Nuaillé. Però no pogueren evitar que la insurrecció s'estengué per la Bretanya i el Maine, al marça arribà al Morbihan i al juny als límits de la Loira inferior. Marie Paul de Scépeaux aplegà 700 homes, alguns dels quals havien participat en el gir de galerna.
Els primers mesos de 1794 es van registrar insurreccions reialistes a les zones travessades pels chouans i els vendéans, supervivents del Gir de Galerna i refugiats al nord del Loira. Les primeres bandes, d'uns pocs centenars d'homes, es van formar a l'entorn de Fougères, dirigides per Aimé Picquet du Boisguy i a l'oest de Laval amb Jean Chouan i Jean-Louis Treton. La insurrecció es va estendre ràpidament a Bretanya i Maine. Al març, va arribar a Morbihan després de la batalla de Mangolérian. Al juny, a les fronteres de Loire-Inférieure i Maine-et-Loire, Marie Paul de Scépeaux va reunir 700 homes dels voltants però la majoria dels quals havien lluitat durant diversos mesos a l'exèrcit de la Vendée, fins i tot abans del gir de Galerna. Scépeaux va formar l'exèrcit catòlic i reial del Baix Anjou i l'Alta Bretanya i va aconseguir diversos èxits, marcant així l'inici de la Chouannerie.

## Novel·les històriques
- Victor Hugo, Quatrevingt-treize: premier récit: la guerre civile, Paris, El llibre de butxaca (Bernard Leuilliot éditeur scientifique), coll. «Clàssics de butxaca», 2001 (1re éd. 1874), 575 p. (ISBN 2-253-16078-4, llegir en línia [archive])

## Memòries
- Jean-Baptiste Kléber, Mémoires politiques et militaires 1793-1794, (1794)
- Victòria de Donnissan de La Rochejaquelein, Mémoires de Madame de La Rochejaquelein.